# Aplogompha costimaculata
Aplogompha costimaculata là một loài bướm đêm trong họ Geometridae.